# Lönnsandbi
Lönnsandbi (Andrena tibialis) är en art i insektsordningen steklar som tillhör överfamiljen bin och familjen grävbin.

## Beskrivning
Ansiktet har blekbrun behåring hos honan, med ett visst inslag av svarta hår upptill, medan färgerna är omkastade hos hanen: Nästan hela ansiktet är svarthårigt, utom ett blekbrunt parti överst. Antennerna är mörka hos båda könen, men medan honan har 3:e antennleden längre än 4:e och 5:e tillsammans har hanen istället 4:e antennleden längre än den 3:e. Mellankroppen har gulbrun päls, som hos honan blir vitaktig undertill. De bakre skenbenen är orange. Hos honan har tergit 1 och 2 på bakkroppen glesa, blekbruna hår, medan de hos hanen täcker hela bakkroppen. Hos båda könen bleknar hårfärgen med åldern. Hos honan har dessutom sidorna på tergit 2 till 4 glesa, vitaktiga hår. Honan blir 12 till 15 mm lång, hanen 12 till 13 mm.

## Ekologi
Lönnsandbiet förekommer i habitat som skogsbryn och -gläntor, ängar, buskage, häckar, vägrenar, ruderatmark, samt i trädgårdar och parker. I Alperna går arten upp till 1 400–1 450 m.
Arten flyger i Norden från mitten av april till juni månad ut. Den kan ha en andra generation i vissa delar av utbredningsområdet, och kan då ha en total flygtid från april till juli. Biet är polylektiskt, det besöker ett stort antal blommande växter från flera familjer, som korgblommiga växter (inte minst maskrosor),  kinesträdsväxter (bland annat lönnar, därav det svenska trivialnamnet), ripsväxter, rosväxter, törelväxter, ärtväxter, videväxter, korsblommiga växter, korgblommiga växter, flockblommiga växter, vallmoväxter och johannesörtsväxter.
Som alla sandbin gräver arten ut bona underjordiskt, och larvcellerna provianteras med pollen varefter honan lägger ett ägg i varje cell. Hos denna art gräver honan sina bogångar i sandjord, mera sällan lerjord. Bona kan parasiteras av gökbina gyllengökbi och gullgökbi, som lägger sina ägg i larvcellerna, ett ägg i varje cell. När gökbilarven kläckts, så dödar den först värdägget eller -larven, och lever sedan av den insamlade näringen.

## Utbredning
Globalt finns arten i stora delar av Palearktis från England och Spanien i söder till Primorje kraj i östligaste Sibirien i norr, samt från södra England, södra Norden, södra Uralområdet, Kazakstan, Kirgizistan och Krasnojarsk kraj i mellersta Sibirien i norr till Balkan, Turkiet, Armenien, Azerbajdzjan, Georgien, Iran och norra Kina i söder. Globalt betraktar Internationella naturvårdsunionen (IUCN) arten som livskraftig (LC).
I Sverige är arten mindre allmän i Götaland och östra Svealand. Från Dalarna och Värmland norrut har endast ett fåtal fynd gjorts, de nordligaste (två stycken) i Umeå i Västerbotten. Arten är dock inte rödlistad, utan är klassificerad som livskraftig.
I Finland har arten endast observerats en gång, den 21 maj 2006, i Mariehamn på Åland.